# Elisa Díaz González
Elisa Díaz González (Alacant, 1977) és una política valenciana, diputada a les Corts Valencianes en la VIII, IX i X legislatura.

## Biografia
Llicenciada en dret i màster en Ordenació del Territori i Urbanisme, obté la plaça de tècnic d'Administració General de l'Ajuntament d'Alacant el 2006, siguent el seu pare Luis Díaz Alperi alcalde de la ciutat.
Militant del Partit Popular (PP), l'abril de 2009 pren possessió com a diputada a les Corts Valencianes en substitució de José Ciscar que deixà l'escó per a ser delegat del Consell a Alacant.
A les eleccions autonòmiques de 2011 no renovà l'acta de diputada i va ser nomenada directora territorial d'Urbanisme a Alacant, quasi a la vegada que sortia a la llum un presumpte cas de corrupció política al voltant de la redacció del pla urbanístic d'Alacant. En 2012 va substituir en el seu escó Pedro Hernández Mateo. Aconseguí novament escó a les eleccions a les Corts Valencianes de 2015 i 2019.